# Tetsuharu Yamaguchi
Tetsuharu Yamaguchi (født 8. september 1977) er en tidligere japansk fodboldspiller.
Han har spillet for flere forskellige klubber i sin karriere, herunder Sanfrecce Hiroshima og Sagan Tosu.